# Florian Stork
Florian Stork (født 27. april 1997 i Bünde) er en cykelrytter fra Tyskland, der er på kontrakt hos Tudor Pro Cycling Team.